# District de Rochefort (Morbihan)
Pour les articles homonymes, voir District de Rochefort.
Le district de Rochefort est une ancienne division territoriale française du département du Morbihan de 1790 à 1795.
Il était composé des cantons de Rochefort, Carentoir, Lagacilly, Peillac, Pleucadeuc et Questembert.

## Galerie

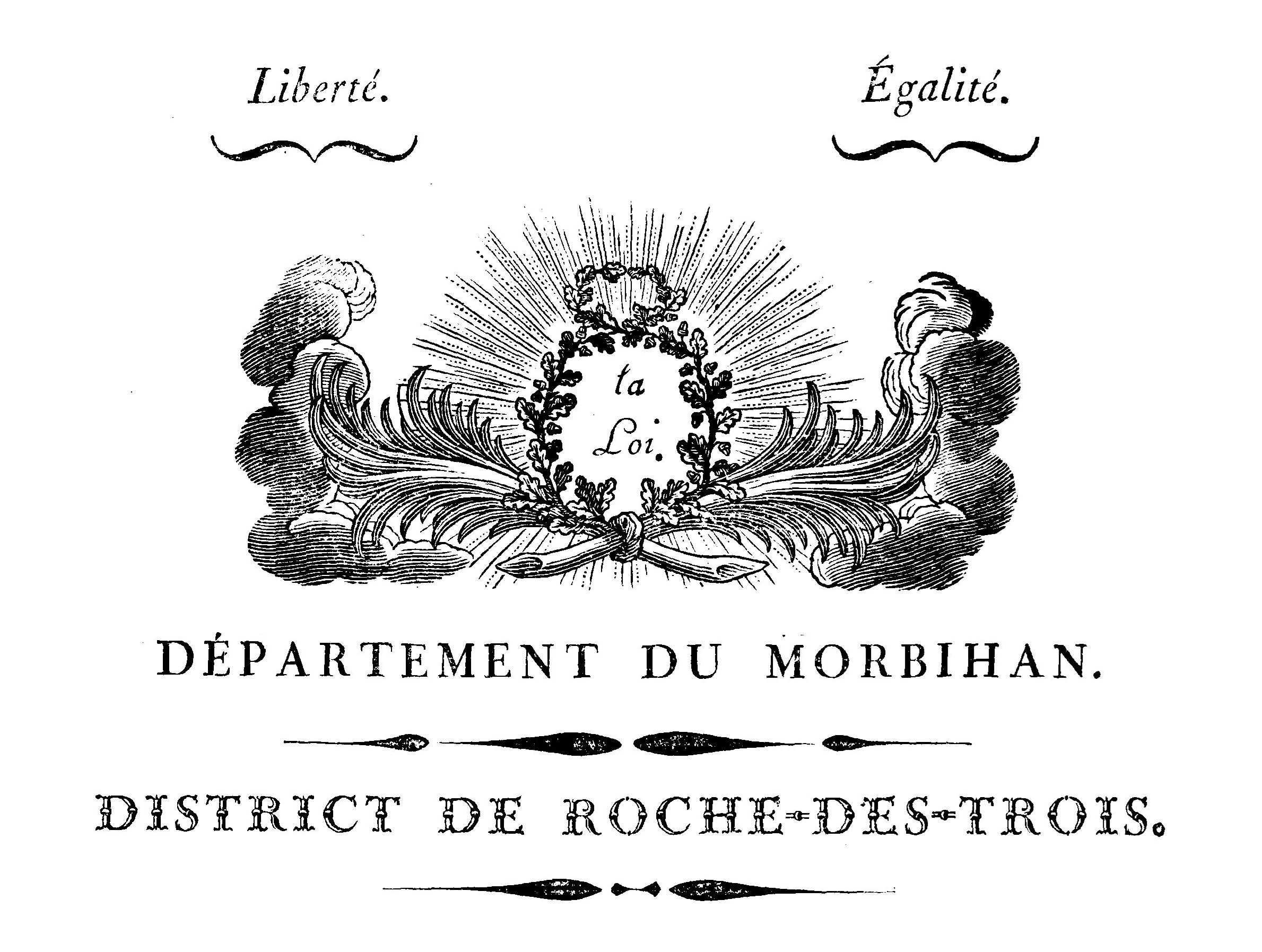
Papier à en-tête du DISTRICT DE ROCHE-DES-TROIS